# بيلي أندرسون (لاعب كرة قدم أمريكية)
بيلي أندرسون (بالإنجليزية: Billy Anderson)‏ هو لاعب كرة قدم أمريكية أمريكي، ولد في 3 مارس 1929 في لوس أنجلوس في الولايات المتحدة.

## وصلات خارجية
- بيلي أندرسون على موقع مرجع كرة القدم المحترفة.كوم (الإنجليزية)
- بيلي أندرسون على موقع JustSportsStats.com (الإنجليزية)